# Liga Española de Baloncesto
La Liga Española de Baloncesto (a volte abbreviata con l'acronimo Liga LEB) è la seconda divisione del campionato di Pallacanestro spagnolo.

## Formula
Come in molte altre leghe di basket dell'europa continentale, è prevista una pausa invernale quando ogni squadra ha giocato metà delle sue partite. Una caratteristica che distingue la LEB dai campionati Nord Americani è che le due parti della stagione sono giocate nello stesso ordine, invertendo i campi di gioco; la partita che nell'"andata" è stata giocata in casa, nel "ritorno" verrà giocata fuori casa, un po' come avviene per i campionati di calcio (e in genere di tutti gli sport) italiani, spagnoli e in generale europei.
Ogni vittoria viene conteggiata come un punto nella lista delle partite vinte e ogni sconfitta come un punto nella lista delle partite perse.
Alla fine dell'anno il vincitore del campionato si decreta in base a questi criteri:
1. La squadra che ha il maggior numero di partite vinte.
2. Se due o più squadre finiscono prime a pari merito si guarda la squadra che ha più punti a canestro
3. Se anche il secondo criterio non dovesse bastare si guarda infine la squadra che ha vinto più scontri diretti.

## Albo d'oro
Prima del 1996, la seconda divisione spagnola ha assunto vari nomi, e varie formule di promozione nella Liga Española de Baloncesto (1957-1983).
| Segunda División |                     |                    |
| Stagione         | Campione            | Secondo posto      |
| 1956–57          | Espanyol            | Layetano           |
| 1957–58          | Iberia Saragozza    | Águilas de Bilbao  |
| 1958–59          | Fiesta Alegre       | CN Helios          |
| 1959–60          | Águilas de Bilbao   | Mollet             |
| 1960–61          | Club Agromán        | Picadero J.C.      |
| 1961–62          | Layetano            | Montgat            |
| 1962–63          | Mataró              | Siviglia FC        |
| 1963–64          | Sant Josep Badalona | Pineda de Mar      |
| 1964–65          | Barcellona          | Siviglia FC        |
| 1965–66          | Kas                 | RCN Tenerife       |
| 1966–67          | Atl. San Sebastián  | Real Canoe         |
| 1967–68          | Sant Josep Badalona | Manresa            |
| 1968–69          | Espanyol            | Águilas de Bilbao  |
| 1969–70          | Pineda de Mar       | Manresa            |
| 1970–71          | Cast.-Vallehermoso  | Pineda de Mar      |
| 1971–72          | Vasconia            | Mataró             |
| 1972–73          | Club YMCA España    | Círcol Catòlic     |
| 1973–74          | L'Hospitalet        | Águilas de Bilbao  |
| 1974–75          | Breogán             | RCN Tenerife       |
| 1975–76          | Askatuak            | Valladolid         |
| 1976–77          | Mataró              | Granollers         |
| 1977–78          | Mollet              | Cast.-Vallehermoso |

| Primera División B |                   |                     |
| Stagione           | Campione          | Secondo posto       |
| 1978–79            | Valladolid        | CN Helios           |
| 1979–80            | RCN Tenerife      | OAR Ferrol          |
| 1980–81            | Caja de Ronda     | Sant Josep Badalona |
| 1981–82            | Inmobanco         | Baskonia            |
| 1982–83            | Cajamadrid        | Canarias Tenerife   |
| 1983–84            | Espanyol          | Breogán             |
| 1984–85            | Peñas Huesca      | Gran Canaria        |
| 1985–86            | Canarias Tenerife | Caja Bilbao         |
| 1986–87            | Caja de Ronda     | Collado Villalba    |
| 1987–88            | OAR Ferrol        | Askatuak            |
| 1988–89            | Ourense           | Siviglia            |
| 1989–90            | Murcia            | León                |
| Primera División   |                   |                     |
| 1990–91            | Gran Canaria      | Llíria              |
| 1991–92            | Andorra           | Cáceres             |
| 1992–93            | Cornellà          | Guadalajara         |
| 1993–94            | Caja Bilbao       | Salamanca           |
| Liga EBA           |                   |                     |
| 1994–95            | Gran Canaria      | Gijón               |
| 1995–96            | Granada           | Valencia            |

### Liga LEB
| Stagione | Vincitore        | Secondo Posto | MVP             | Allenatore campione  |
| 1996-97  | Ciudad de Huelva | Cantabria     | Bob Harstad     | Sergio Valdeolmillos |
| 1997-98  | Murcia           | Fuenlabrada   | Tony Smith      | Felipe Coello        |
| 1998-99  | Breogán          | Gijón         | Eric Cuthrell   | Paco García          |
| 1999-00  | Alicante         | Ourense       | Joe Bunn        | Andreu Casadevall    |
| 2000-01  | Lleida           | Granada       | Michael Wilson  | Edu Torres           |
| 2001-02  | Alicante         | Manresa       | Larry Lewis     | Julio Lamas          |
| 2002-03  | Murcia           | Tenerife      | Jaime Peterson  | Felipe Coello        |
| 2003-04  | Bilbao Berri     | Granada       | Aaron Swinson   | Txus Vidorreta       |
| 2004-05  | Fuenlabrada      | Minorca       | Ricardo Guillén | Luis Casimiro        |
| 2005-06  | San Sebastián    | Murcia        | Thomas Terrell  | Porfirio Fisac       |
| 2006-07  | Manresa          | León          | Ricardo Guillén | Jaume Ponsarnau      |

### LEB Oro
| Stagione | Vincitore                       | Secondo Posto     | MVP               | Allenatore campione  |
| 2007-08  | Saragozza                       | San Sebastián     | Andrew Panko      | Curro Segura         |
| 2008-09  | Valladolid                      | Alicante          | Jakim Donaldson   | Porfirio Fisac       |
| 2009-10  | Saragozza                       | Minorca           | Jakim Donaldson   | José Luis Abós       |
| 2010-11  | Murcia                          | Obradoiro         | Ricardo Guillén   | Luis Guil            |
| 2011-12  | Canarias Tenerife               | Minorca           | Jakim Donaldson   | Alejandro Martínez   |
| 2012-13  | Atapuerca Burgos                | Alicante          | Ondřej Starosta   | Andreu Casadevall    |
| 2013-14  | Andorra                         | Tizona Burgos     | Jordi Trias       | Joan Peñarroya       |
| 2014-15  | Tizona Burgos                   | Ourense           | Ricardo Guillén   | Andreu Casadevall    |
| 2015-16  | Palencia                        | Melilla           | Óliver Arteaga    | Sergio García Martín |
| 2016-17  | San Sebastián                   | S.P. Burgos       | Jordi Trias       | Porfirio Fisac       |
| 2017-18  | Breogán                         | Manresa           | Jordi Trias       | Natxo Lezkano        |
| 2018-19  | Real Betis                      | Bilbao Berri      | Tyson Pérez       | Curro Segura         |
| 2019-20  | Ciudad Valladolid San Sebastián |                   |                   |                      |
| 2020-21  | Breogán                         | Fundación Granada | Mindaugas Kačinas | Diego Epifanio       |
| 2021-22  | Fundación Granada               | Girona            | Marc Gasol        | Pablo Pin            |
| 2022-23  | Andorra                         | Palencia          | Michael Carrera   | Natxo Lezkano        |
| 2023-24  | Coruña                          | Força Lleida      | Alex Barcello     | Diego Epifanio       |
| 2024-25  | S.P. Burgos                     | Real Betis        | Kevin Larsen      | Bruno Savignani      |